# Avon Futures Championships 1982
Die Avon Futures Championships 1982 waren ein Tennisturnier der Damen in Austin, Texas. Das Teppichplatzturnier war Teil der WTA Tour 1982 und fand vom 17. bis 21. März 1982 statt.

## Einzel

### Setzliste
| Nr. | Spielerin            | Erreichte Runde |
| --- | -------------------- | --------------- |
| 01. | Sabina Simmonds      | Halbfinale      |
| 02. | Claudia Kohde-Kilsch | Sieg            |

### Ergebnisse
| # | Begegnungen     | Begegnungen      | Ergebnis      |
| - | --------------- | ---------------- | ------------- |
| 1 | Sabina Simmonds | Cláudia Monteiro | 6:2, 6:1      |
| 2 | Eva Pfaff       | Pat Medrado      | 2:6, 6:4, 6:0 |
| 3 | Sabina Simmonds | Eva Pfaff        | 6:4, 6:2      |
| 4 | Pat Medrado     | Cláudia Monteiro | 1:6, 6:3, 6:2 |

| Platz | Spielerin        | Spiele | Sätze |
| ----- | ---------------- | ------ | ----- |
| 1     | Sabina Simmonds  | 2:0    | 4:0   |
| 2     | Pat Medrado      | 1:1    | 3:3   |
| 3     | Eva Pfaff        | 1:1    | 2:3   |
| 4     | Cláudia Monteiro | 0:2    | 1:4   |

| # | Begegnungen          | Begegnungen      | Ergebnis              |
| - | -------------------- | ---------------- | --------------------- |
| 1 | Helena Suková        | Andrea Temesvári | 6:3, 6:2              |
| 2 | Claudia Kohde-Kilsch | Lee Duk-hee      | 6:4, 6:3              |
| 3 | Claudia Kohde-Kilsch | Helena Suková    | 7:6, 4:6, 6:1         |
| 4 | Lee Duk-hee          | Andrea Temesvári | 2:6, 6:4, 1:0 Aufgabe |

| Platz | Spielerin            | Spiele | Sätze |
| ----- | -------------------- | ------ | ----- |
| 1     | Claudia Kohde-Kilsch | 2:0    | 4:1   |
| 2     | Helena Suková        | 1:1    | 3:2   |
| 3     | Lee Duk-hee          | 1:1    | 1:3   |
| 4     | Andrea Temesvári     | 0:2    | 1:3   |

| Viertelfinale | Viertelfinale | Viertelfinale | Viertelfinale | Viertelfinale |  |  | Halbfinale | Halbfinale      | Halbfinale | Halbfinale | Halbfinale |  |           | Finale          | Finale | Finale | Finale | Finale |
|               |               |               |               |               |  |  |            |                 |            |            |            |  |           |                 |        |        |        |        |
|               |               |               |               |               |  |  |            |                 |            |            |            |  |           |                 |        |        |        |        |
|               |               |               |               |               |  |  |            | S. Simmonds     | 4          | 1          |            |  |           |                 |        |        |        |        |
|               | H. Suková     | 6             | 6             | 6             |  |  |            | H. Suková       | 6          | 6          |            |  |           |                 |        |        |        |        |
|               | P. Medrado    | 3             | 7             | 1             |  |  |            |                 |            |            |            |  | H. Suková | 6               | 6      | 3      |        |        |
|               | D.-h. Lee     | 4             | 4             |               |  |  |            |                 |            |            |            |  |           | C. Kohde-Kilsch | 7      | 0      | 6      |        |
|               | E. Pfaff      | 6             | 6             |               |  |  |            | E. Pfaff        | 2          | 5          |            |  |           |                 |        |        |        |        |
|               |               |               |               |               |  |  |            | C. Kohde-Kilsch | 6          | 7          |            |  |           |                 |        |        |        |        |
|               |               |               |               |               |  |  |            |                 |            |            |            |  |           |                 |        |        |        |        |

## Doppel

### Setzliste
| Nr. | Paarung                      | Erreichte Runde |
| --- | ---------------------------- | --------------- |
| 01. | Jan O’Neill Mimi Wikstedt    | Finale          |
| 02. | Marjorie Blackwood Susan Leo | Halbfinale      |

Zeichenerklärung
- Q = Qualifikant
- WC = Wildcard
- LL = Lucky Loser
- ITF = qualifiziert über ITF-Ranking
- ALT = alternate (Ersatz)
- PR = Protected Ranking
- SE = Special Exempt
- r = retired (Aufgabe)
- d = Disqualifikation
- w.o. = walkover
- [ ] = Match-Tie-Break

### Ergebnisse
|  | Halbfinale | Halbfinale             | Halbfinale | Halbfinale | Halbfinale |  |  | Finale | Finale                 | Finale | Finale | Finale |
|  |            |                        |            |            |            |  |  |        |                        |        |        |        |
|  |            |                        |            |            |            |  |  |        |                        |        |        |        |
|  | 1          | J. O’Neill M. Wikstedt | 6          | 6          |            |  |  |        |                        |        |        |        |
|  |            | B. Remilton S. Saliba  | 0          | 3          |            |  |  |        |                        |        |        |        |
|  |            |                        |            |            |            |  |  | 1      | J. O’Neill M. Wikstedt | 0      | 1      |        |
|  |            |                        |            |            |            |  |  |        | P. Medrado C. Monteiro | 6      | 6      |        |
|  |            | P. Medrado C. Monteiro | 6          | 3          | 6          |  |  |        |                        |        |        |        |
|  | 2          | M. Blackwood S. Leo    | 3          | 6          | 3          |  |  |        |                        |        |        |        |
|  |            |                        |            |            |            |  |  |        |                        |        |        |        |